# Champagne uralkodóinak listája

Champagne grófjainak címere.

Champagne grófjai a mai Franciaország területén található Champagne régiót uralták 950 és 1316 között. A champagne-i grófság magja a Troyes-i Grófság volt és  I. Hugó champagne-i gróf volt az első, akit a korabeli feljegyzések Champagne grófja-ként említettek (ő maga a troyes-i grófi címet preferálta). Amikor Lajos gróf 1314-ben, bátyja IV. Fülöp francia király halála után elfoglalta Franciaország trónját, Champagne a francia korona birtoka lett. Champagne grófjai hagyományosan örökölték a Franciaország udvarnagya címet.

## Champagne-i hercegség (7.–8. század)
| Uralkodó       | Uralkodott     | Megjegyzés |
| -------------- | -------------- | ---------- |
| Lupus          | hcg.: ?        |            |
| Vintronus      | hcg.: ?, †690  |            |
| Drogo (*670k.) | gr.: 690, †708 |            |
| Arnulf         | hcg.: 708, †?  |            |

## A két grófság

### Troyes grófjai (820–956)
| Uralkodó                                        | Uralkodott                 | Megjegyzés |
| ----------------------------------------------- | -------------------------- | ---------- |
| Aleran                                          | gr.: 820, †852             |            |
| I. Odo                                          | gr.: 852–859, ld. alább    |            |
| Rudolf                                          | gr.: 858, †866             |            |
| I. Odo (2x)                                     | gr.: 866, †871. június 10. |            |
| II. Odo                                         | gr.: 876, †876             |            |
| I. Róbert                                       | gr.: 876, †886 októbere    |            |
| Adalelm                                         | gr.: 886, †894. április 8. |            |
| A burgundi hercegség része lett 894–956 között. |                            |            |

### Meaux grófjai (862–956)
| Uralkodó                          | Uralkodott                      | Megjegyzés                  |
| --------------------------------- | ------------------------------- | --------------------------- |
| Francia Lajos (*846. november 1.) | gr.: 862–877, †879. április 10. |                             |
| Theodebert                        | gr.: 877, †888                  |                             |
| ...                               |                                 |                             |
| I. Herbert (*848)                 | gr.: 896, †907                  |                             |
| II. Herbert (*884)                | gr.: 907, †943. február 23.     |                             |
| Róbert (*931/934)                 | gr.: 943–956                    | Egyesíti a két hercegséget. |

## Meaux és Troyes grófjai (956–1089)
| Uralkodó            | Uralkodott                          | Megjegyzés |
| ------------------- | ----------------------------------- | ---------- |
| II. Róbert (2x)     | gr.: 956, †967. augusztus 19/29.    |            |
| III. Herbert (*950) | gr.: 967, †995. január 28.          |            |
| I. István           | gr.: 995, †1021                     |            |
| III. Odo (*983)     | gr.: 1022, †1037. november 15.      |            |
| II. István (*1015)  | gr.: 1037, †1047                    |            |
| IV. Odo             | gr.: 1047–1066, †1115               |            |
| I. Tibold (*1012)   | gr.: 1066, †1089. szeptember 29/30. |            |

## A hercegség felosztása (1089–1125)

### Troyes grófjai (1089–1125)
| Uralkodó             | Uralkodott                   | Megjegyzés |
| -------------------- | ---------------------------- | ---------- |
| V. Odo (*1065k.)     | gr.: 1089, †1093             |            |
| I. Hugó (*1069/1074) | gr.: 1102, †1125. június 14. |            |

### Meaux és Blois grófjai (1089–1125)
| Uralkodó              | Uralkodott                  | Megjegyzés |
| --------------------- | --------------------------- | ---------- |
| III. István (*1045k.) | gr.: 1089, †1102. május 19. |            |
| II. Tibold (*1093)    | gr.: 1102–1125, ld. alább   |            |

## Az egyesített Champagne (1125–1316)
| Uralkodó                                                   | Uralkodott                       | Megjegyzés                                                                              |
| ---------------------------------------------------------- | -------------------------------- | --------------------------------------------------------------------------------------- |
| II. Tibold (2x)                                            | gr.: 1125, †1151. január 10.     |                                                                                         |
| I. Henrik (*1126)                                          | gr.: 1151, †1181. március 16.    |                                                                                         |
| II. Henrik (*1166. július 29.)                             | gr.: 1181, †1197. szeptember 10. | Jeruzsálemi király I. Henrik néven (1192–1197)                                          |
| III. Tibold (*1179. május 13.)                             | gr.: 1197, †1201. május 24.      |                                                                                         |
| IV. Tibold (*1201. május 30.)                              | gr.: 1201, †1253. július 8.      | Navarrai király I. Tibold néven (1234–1253)                                             |
| V. Tibold (*1238)                                          | gr.: 1253, †1270. december 4.    | Navarrai király II. Tibold néven (1253–1270)                                            |
| III. (Kövér) Henrik (*1244)                                | gr.: 1270, †1274. július 22.     | Navarrai király I. Henrik néven (1270–1274)                                             |
| I. Johanna (*1271. január 14.)                             | gr.: 1274, †1305. április 4.     | Navarrai királynő I. Johanna néven (1274–1305)                                          |
| I. (Civakodó) Lajos (*1289. október 4.)                    | gr.: 1305, †1316. június 5.      | Francia király X. Lajos néven (1314–1316) és navarrai király I. Lajos néven (1305–1316) |
| 1316-ban Champagne-t végleg egyesítették Franciaországgal. |                                  |                                                                                         |

## Fordítás
- Ez a szócikk részben vagy egészben  a   Count of Champagne című angol Wikipédia-szócikk fordításán alapul.  Az eredeti cikk szerkesztőit annak laptörténete sorolja fel. Ez a jelzés csupán a megfogalmazás eredetét és a szerzői jogokat jelzi, nem szolgál a cikkben szereplő információk forrásmegjelöléseként.